# Aage Moltke (godsejer)
 Der er flere personer med dette navn, se Aage Moltke.
Aage Vilhelm Christian greve Moltke (18. september 1866 på Lystrup – 5. november 1943) var en dansk godsejer og kammerherre.
Han var søn af kammerherre, greve Christian Moltke og Amalie (Amy) f. komtesse Danneskiold-Samsøe, blev student fra Roskilde Katedralskole 1884, forstkandidat 1895 og forpagter af Tryggevælde 1896. 1918 overtog han Lystrup og Jomfruens Egede efter faderen.
Han var medlem af Præstø Amtsråd 1910, af bestyrelserne for Præstø Amts Landboforening fra 1900, for Sparekassen i Faxe fra 1902, for Foreningen til den ædle Hesteavls Fremme 1906, formand 1914-27, derefter æresmedlem, for Foreningen for den svære Hesteavls Fremme i Stevns med tilgrænsende Herreder 1900, for det Østsjællandske Jernbaneselskab 1919-25 og 1926- og for Østsjællands Avis fra 1909 (formand fra 1914). Kurator for Vallø Stift fra 1918 og formand for Dansk Kennel Klub fra 1922. Han var Ridder af Dannebrog og Dannebrogsmand.
16. juli 1896 blev han gift med Elisabeth f. komtesse Danneskiold-Samsøe, f. 16. juli 1869 på Boller, datter af lensgreve Christian Danneskiold-Samsøe.

## Ekstern henvisning
- Læs om Østsjællands Avis i opslagsværket "De Danske Aviser"